# Tu comm'a mme
Tu comm'a mme è un brano musicale del cantante italiano Gianni Celeste, scritto da Salvatore Di Pietro e Francesco D'Agostino per il testo e per la musica, ispirato ad una storia vera, descritta con toni romantici. Il brano comparve inizialmente nel 1988, all'interno dell'album Gianni Celeste Vol.4.

## Descrizione
Il testo della canzone narra in sostanza della fine di una storia d'amore finita male: l'autore mette a confronto il proprio umore di uomo abbandonato simile a quello di un gabbiano che ha smesso di volare e se ne sta su una scogliera sconsolato, a causa del vuoto incolmabile lasciato dall'amata donna « che mai più ritroverà ».
Tu comm'a mme fu inserito successivamente in varie raccolte musicali come ad esempio I miei ricordi e I miei successi Vol.4.

### Tu comm'a mme: fenomeno social
Nel 2022 è ritornato nuovamente molto popolare a distanza di 34 anni, diventato colonna sonora di 212mila video social, remixato nelle discoteche d'Italia e 8 milioni di visualizzazioni.
Presentato improvvisamente sui social TikTok e Facebook agli inizi del 2022, il singolo è ribattezzato con il titolo di Povero gabbiano e ha ottenuto una nuova popolarità: infatti, Tu comm'a mme si è ritrovato nella playlist « Viral 50 Italia » di Spotify, poiché oltre 50mila utenti del social lo hanno usato nelle loro clip, totalizzando un milione di streaming in meno di 48 ore. Il brano malinconico è inserito curiosamente in contesti ironici e comici; il verso "Povero gabbiano hai perduto la compagna" è diventato perfino un modo di dire nell'accezione della divertita presa in giro nei confronti di chi c'è rimasto male per qualcosa, come le disavvenure del pilota Charles Leclerc in formula uno per via delle noie al motore e cita il brano mentre parla con gli ingegneri del team, facendo più tardi il bis.
Numerose emittenti nazionali hanno riservato spazi tv goliardici alla canzone vecchia di oltre 34 anni (Rai, Mediaset, LA7), ospitando personalmente l'artista siciliano: da Citofonare Rai 2 con Paola Perego e Simona Ventura alle Iene – gli inviati che hanno assillato il cast del Festival di Sanremo 2022 con il "tormentone social" del momento, chiedendo di cantare il pezzo napoletano–, dai Soliti ignoti di Amadeus fino a Propaganda Live, passando per gli stacchetti della canzone all'interno della gara dell'Isola dei Famosi 2022 su Canale 5. La HitParadeItalia - Top200 segna il suo ingresso al 77º posto tra i brani più ascoltati nella settimana del 26 febbraio, per poi scalare le classifiche al 15º posto alla data del 5 marzo. Viene citato come slogan in campagne pubblicitarie.
Intanto, il rilancio del cantante di musica napoletana è passato anche perché nei primi di marzo del 2022 è avvenuta l'uscita della cover dance del brano di Celeste, curata dai Marnage – un trio di EDM composto da Marika Lo Iacono, Giovanni Mangiapan, Giuseppe Lo Iacono – in collaborazione con il duo Franco Gioia & Duracell, innescando la condivisione e la curiosità in un pubblico trasversale. Il giorno 20 marzo 2022 è uscita la nuova edizione del brano di Gianni Celeste in versione trap insolita – con il titolo Tu Comme a Mme - Povero Gabbiano –, prodotto dall'etichetta indipendente Sonarmusic, dopo l'annuncio pubblico a febbraio. Ad aprile dello stesso anno la canzone originale è passata in un medley nel programma tv Felicissima sera di Pio e Amedeo, duettando assieme a Celeste.
All'inizio di giugno, nel corso del concerto "Opera(a)mare" organizzato per Procida Capitale Italiana della Cultura 2022, il Coro del Teatro San Carlo di Napoli – diretto dal maestro José Luis Basso–, ha colto di sorpresa il pubblico di Procida, proponendo un'originale versione lirica della canzone pop. In giro per l'Italia a luglio inizia perfino il "Povero Gabbiano Tour 2022" del cantante catanese.
A fine agosto, a Castel Volturno, il tour "Jova Beach Party 2022" di Jovanotti ha ospitato i Neri per caso e Gianni Morandi sulle note di Povero gabbiano in versione italiana. Non a caso, il cantante di Monghidoro, già nel mese di marzo, aveva proposto per i suoi fans una sua versione in falsetto napoletano. Seguito, poi, da numerosi personaggi del mondo dello spettacolo intervenuti pubblicamente sulle note del brano neomelodico (tra i tanti, Emma Marrone, il gruppo lirico di crossover classico Il Volo, l'attore della serie Gomorra Salvatore Esposito, Pupo).